# Філіпп Ру
Філіпп Ру (англ. Ruh (Roux) Philip OMI; 6 серпня 1883, Біккенольц, Лотарингія, Франція — 24 жовтня 1962, Сен Боніфас, Манітоба, Канада) — греко-католицький священник Чину Облатів, архітектор і будівничий церков для українців-емігрантів у Канаді.

## Короткий життєпис
Рукоположений 10 червня 1910 року, згодом у монастирі Василіян у Бучачі, де вивчав українську мову й обряд.
З 1911 року місіонер серед українців Канади.
За планами Ру збудовано понад 10 церков; найвеличніша так звана «степова катедра» (Церква Непорочного Зачаття) у Кукс Крік (Манітоба), у якій отець Ру був парохом з 1930 року. У 1997 році цю церкву було внесено до списку Національних історичних місць Канади.
Помер у Сен Боніфас, а похований у Кукс Крік.

## Галерея

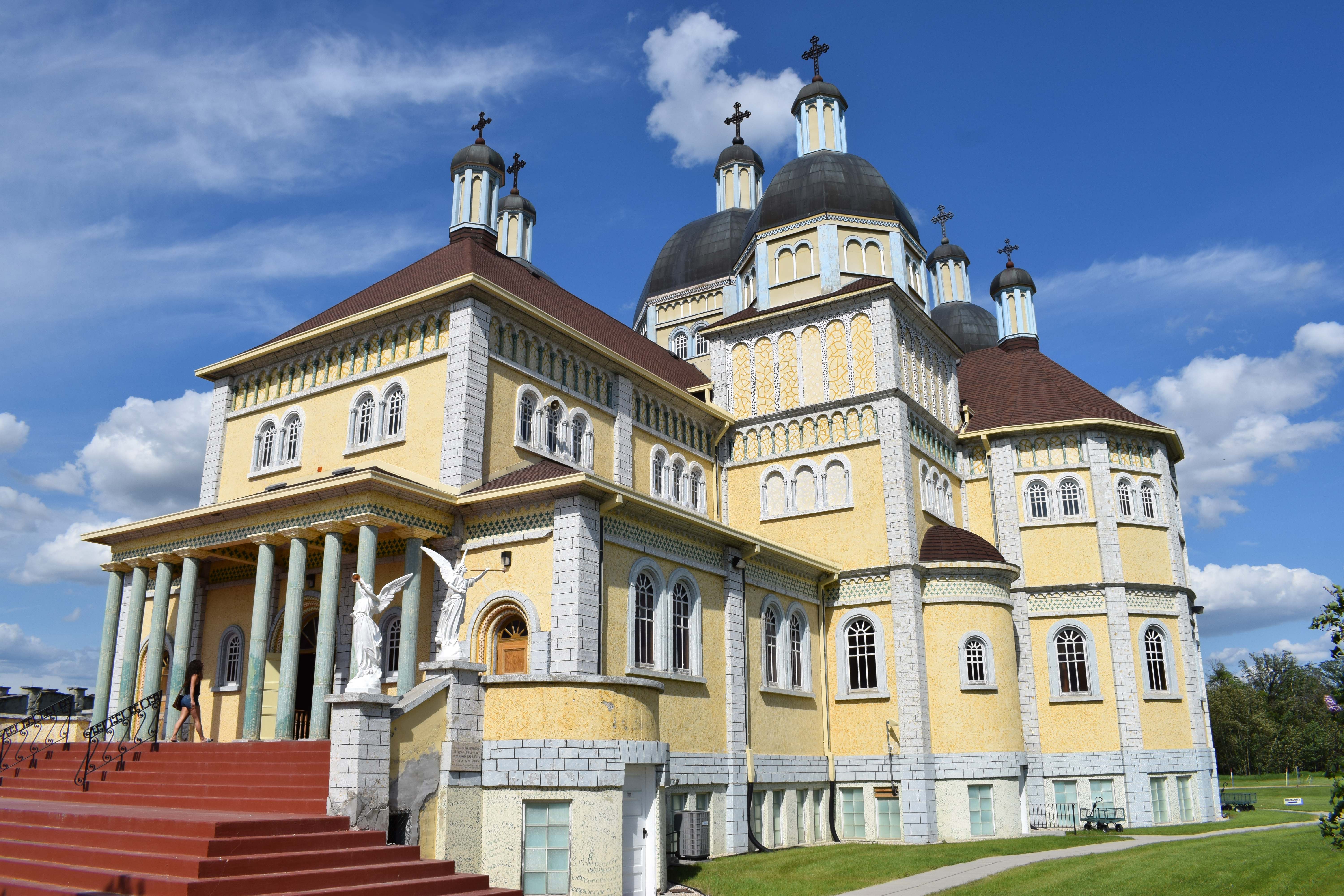
Церква непорочного зачаття, Кукс-Крік, Манітоба
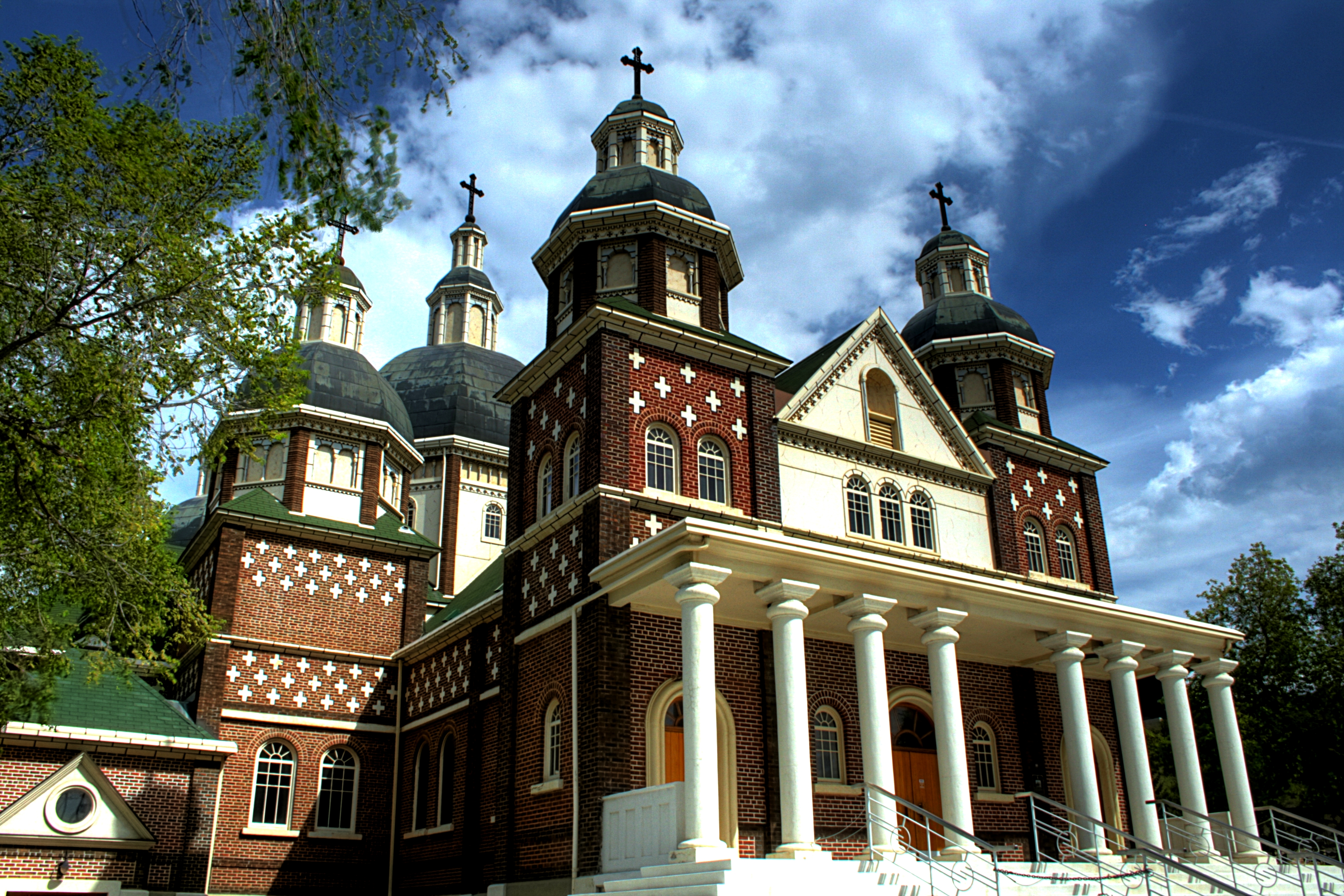
Церква Св. Йосафата, Едмонтон, Альберта
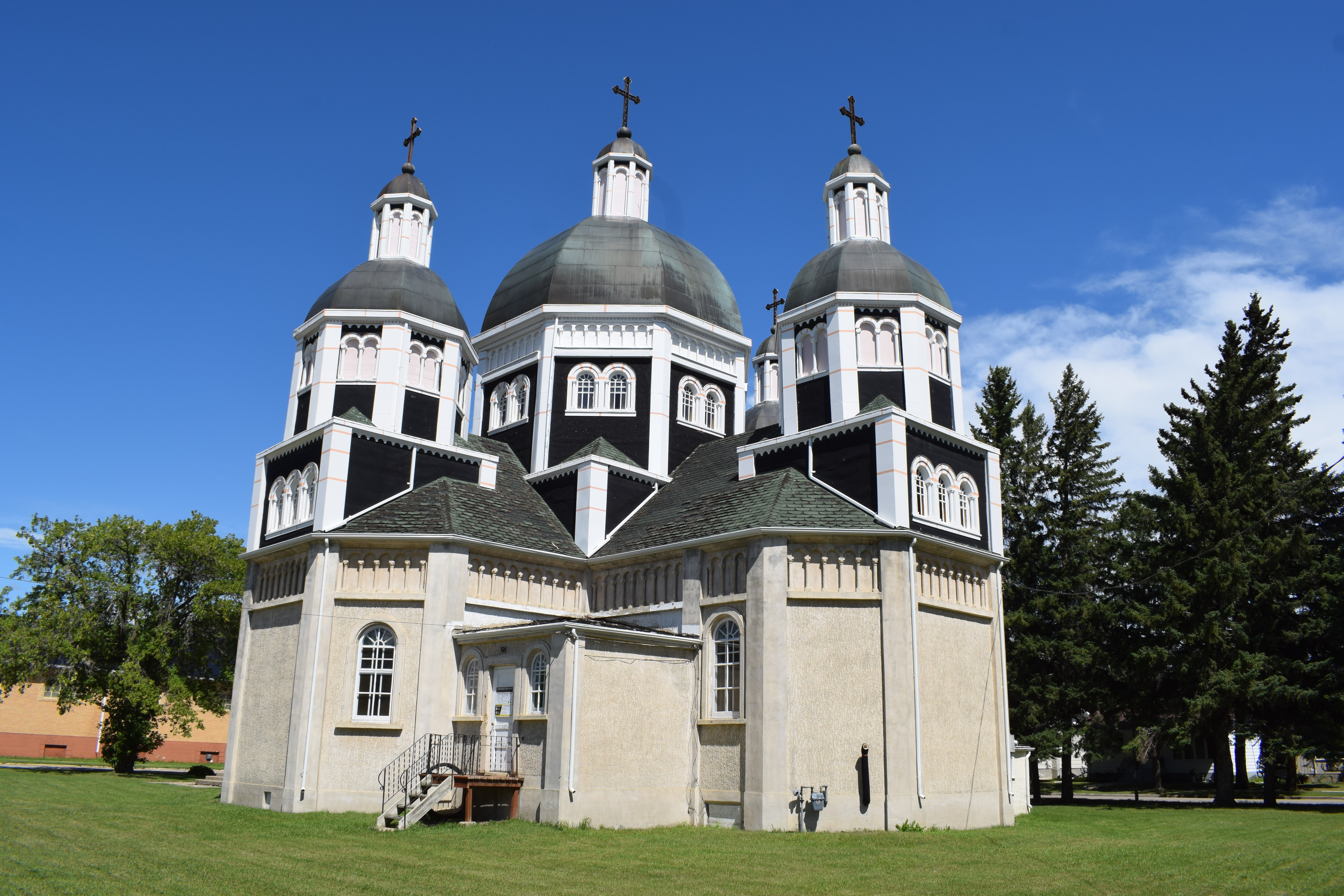
Церква Воскресіння, Дофін, Манітоба
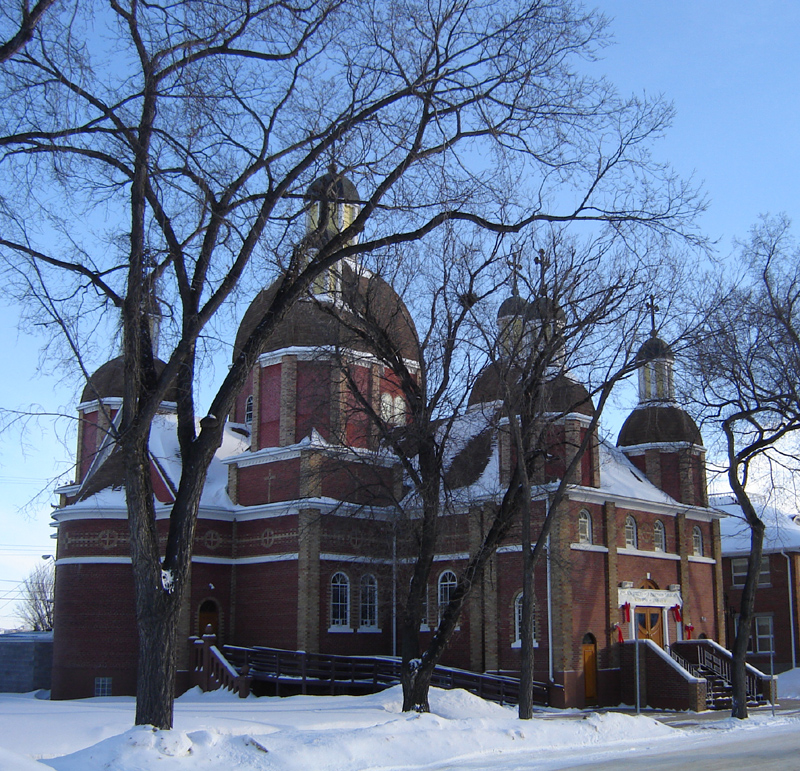
Собор Св. Юрія, Саскатун, Саскачеван
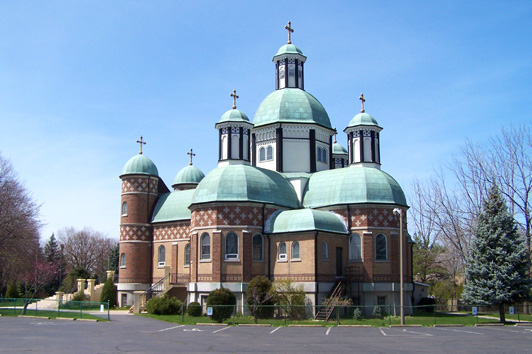
Церква Кирила та Мефодія, Сент-Кетерінс, Онтаріо
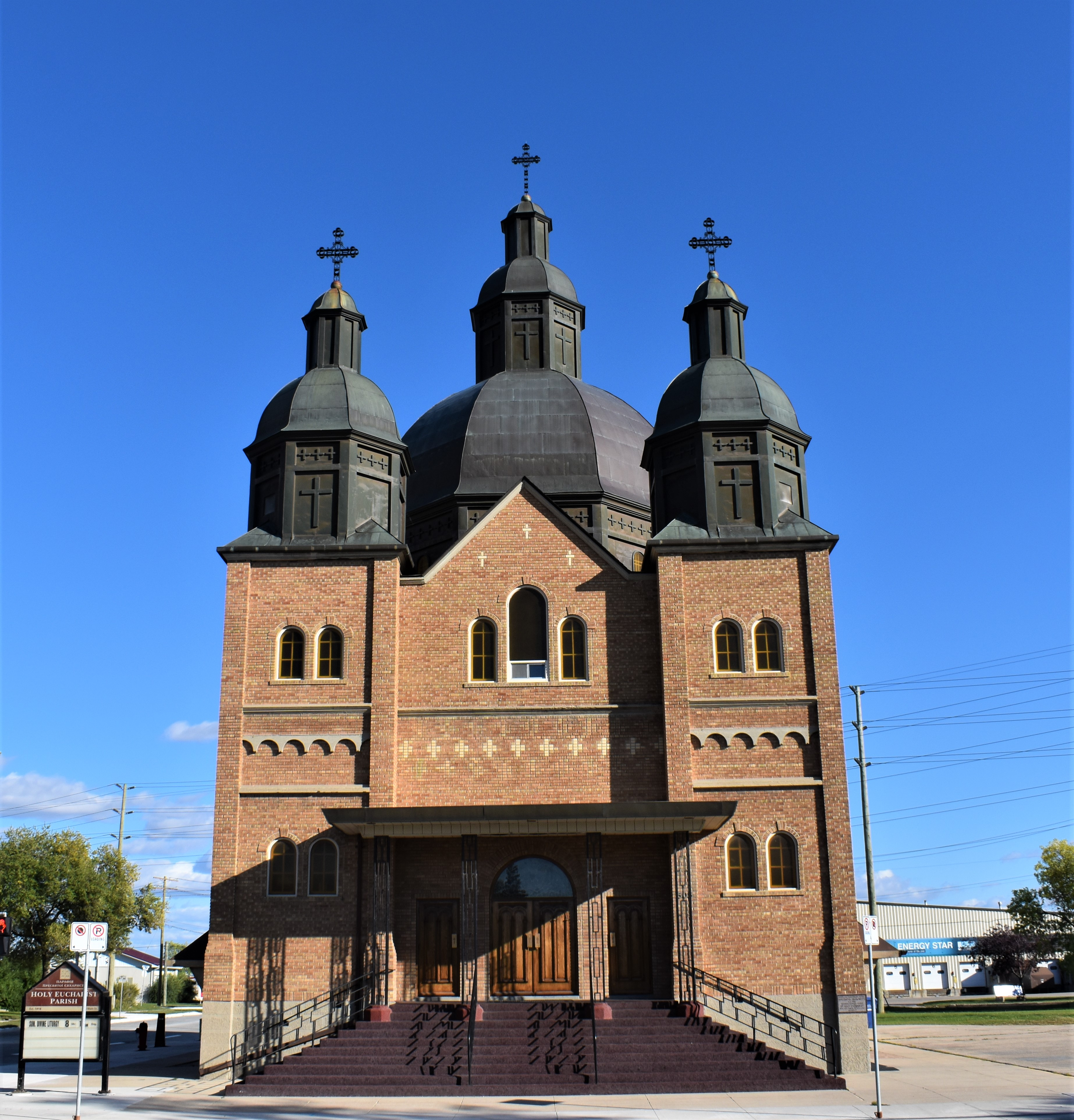
Церква Св. Євхаристії, Вінніпег, Манітоба